# Departamento de Boquerón
Boquerón es uno de los diecisiete departamentos que, junto con Asunción, distrito capital, forman la República del Paraguay. Su capital y ciudad más poblada es Filadelfia. Está ubicado al noroeste de la región occidental del país, limitando al norte con el departamento del Alto Paraguay; al este con el departamento de Presidente Hayes; al sur con el río Pilcomayo que lo separa de la República Argentina, limitando con las provincias de Formosa y Salta; y al oeste con el Estado Plurinacional de Bolivia, haciendo límites con los departamentos de Tarija, Chuquisaca y Santa Cruz. Con 71 078 habitantes en 2022 es el segundo departamento menos poblado —por delante de Alto Paraguay—; con 91 669 km², el más extenso; y con 0,78 hab./km², el segundo menos densamente poblado, por delante de Alto Paraguay.
Las colonias menonitas que viven en Boquerón, producen cerca del 65% de la producción de lácteos y carnes del país, con avanzada tecnología.

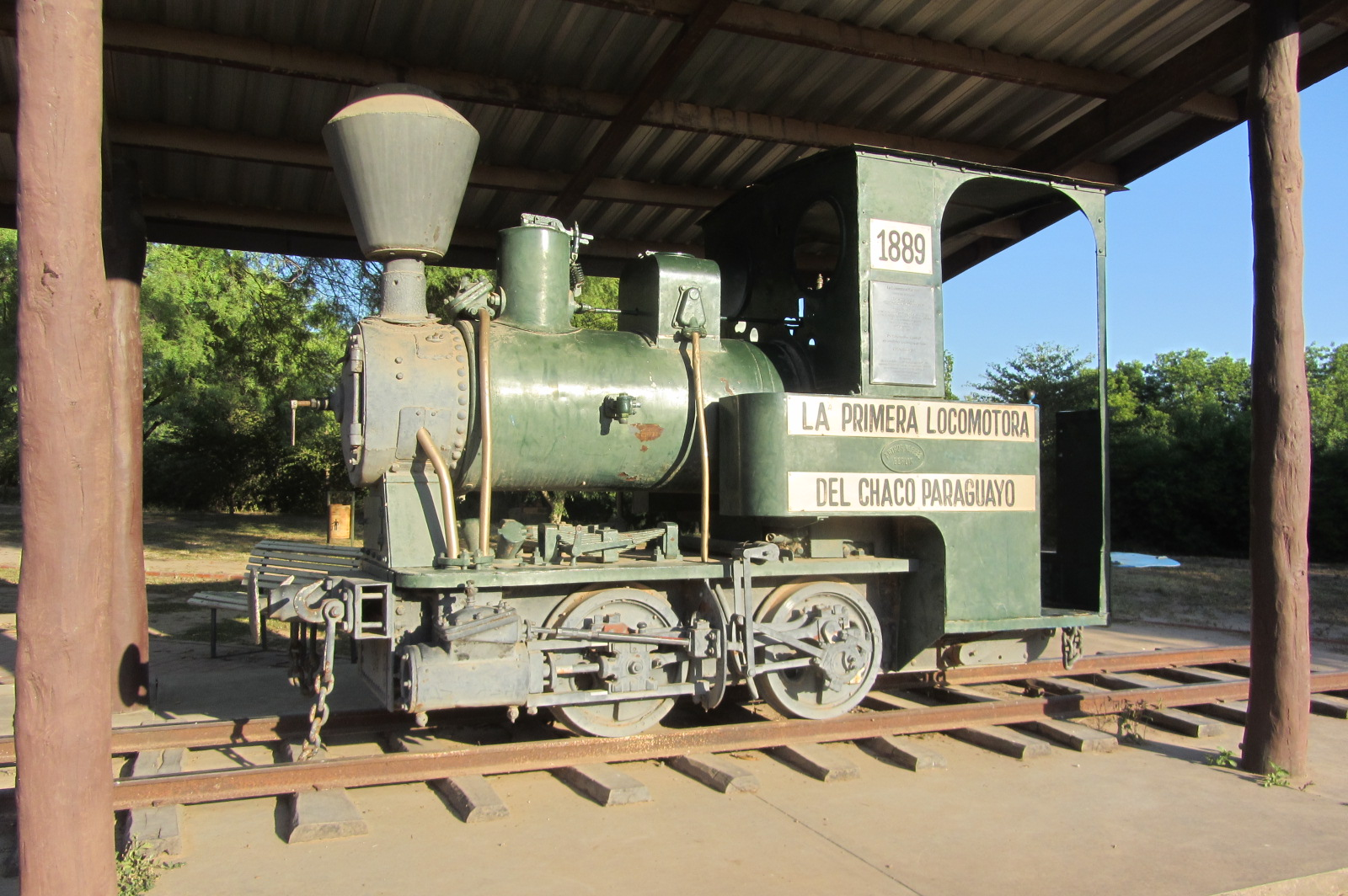
Primera locomotora utilizada en el Chaco Paraguayo (parque Ruedas Pioneras, Filadelfia).

## Historia
Tal como Alto Paraguay, la zona del actual Boquerón fue escenario de conflictos a lo largo de décadas durante el periodo colonial, debido a las agresiones de numerosas tribus que imposibilitaron fundaciones de pueblos estables. Ya terminada la guerra de la Triple Alianza comenzó el extenso proceso de disputa por el dominio y pertenencia de la Villa Occidental y resto del Chaco, llegando Paraguay a demostrar sus derechos auténticos sobre el espacio en disputa.
La primera Ley de División Territorial de la República de 1906, disponía la división del territorio nacional en dos regiones, la Oriental y la Occidental, dividida la última en comandancias militares dependientes del Ministerio de Guerra y Marina. Recién a partir de 1926 se establecieron en la zona central del Chaco los menonitas que fundaron las pioneras y prósperas colonias agrícola-ganaderas, hoy transformadas en importantes emporios y centros de población. En 1945 una disposición ordenadora del territorio nacional creó el departamento Boquerón, con Mariscal Estigarribia como distrito. En 1973 la Ley de División Política dejó sin efecto la división regional y el carácter de dependencia militar del territorio occidental, dividiéndolo en 5 departamentos: Presidente Hayes, Alto Paraguay, Chaco, Nueva Asunción y Boquerón. Sin embargo, la Ley N.º 71 de 1992 resolvió anexar Nueva Asunción a Boquerón y la capital fue trasladada desde Doctor Pedro P. Peña a Filadelfia, estableciendo los límites departamentales que hasta hoy conserva.

## Geografía
Está situado en el noroeste de la Región Occidental del Paraguay, está ubicado entre los paralelos 20°20′ y 23°50′ latitud Sur y entre los meridianos 60°20′ y 62°50′ de longitud Oeste.
Es la región más seca del Paraguay, cuenta con riachos aislados, cauces muy secos y con depresiones. Escasa lluvia pero cuando llueve mucho también produce inundaciones por ser una región semiárida. El régimen de lluvia va de 350 al norte y de 850 al sur mm/año.
Sus bosques son bajos y espinosos, donde se observan matorrales y cactus abundantes, dunas arenosas y lomadas principalmente en el noroeste de este Departamento. Tradicionalmente se la reconoce por los árboles que crecen en ese lugar y están en vías de extinción como son el urunde’y, quebracho blanco y rojo, samu’ü conocida como palo borracho y el palo santo.

### Límites
- Al norte: el Departamento de Alto Paraguay separado por una línea recta en el trazo comprendido entre Hito IV Fortín Tte. G. Mendoza al Fortín Madrejón. Separado del mismo departamento de Alto Paraguay por el camino formado por las vías del ferrocarril que une el "km 221" (Fortín Tte. Montanía) hasta el "km 169".

- Al sur: la República Argentina separado por el río Pilcomayo desde la Misión San Lorenzo hasta el Hito Esmeralda.

- Al este: el Departamento de Presidente Hayes separado por el camino que une la Misión San Lorenzo con los fortines Gral. Díaz, Ávalos Sánchez, Zenteno, Dr. Gaspar Rodríguez de Francia, Boquerón, Isla Po'í y Casanillo; desde este punto una línea recta hasta el km 169 del camino formado por las vías del ferrocarril. También limita el Departamento de Alto Paraguay separado por la línea recta que va desde Fortín Madrejón hasta Fortín Carlos Antonio López y de ahí otra línea recta hasta el Fortín Tte. Montanía (km 221 de las vías del ferrocarril).

- Al oeste: El Estado Plurinacional de Bolivia, separado por una línea fronteriza en el trazo comprendido por el Hito Esmeralda hasta el Hito IV Fortín Tte. Gabino Mendoza.

### Clima
En esta zona la temperatura anual es de 25 °C. Según el promedio anual de precipitaciones pluviales es de 400 mm. Se la denomina Alto Chaco o Chaco seco y la temperatura más alta se registra en esta región en el verano. Diariamente, el clima del departamento es muy seco, polvoriento con viento norte. La zona norte del departamento es de clima tropical, con mínimas que bajan solo excepcionalmente de 10 °C, mientras que la zona oeste es del clima semiárido cálido (BSh).
Si bien los inviernos son templados a cálidos, los récords de temperatura mínima a nivel nacional se registran en este departamento, debido a la aridez de la zona y a la inexistencia de cordilleras orientadas longitudinalmente, las que permitieran detener los helados vientos invernales que soplan desde el cuadrante sur cuando vienen las olas de frío tipo polar. La temperatura mínima más baja registrada es de -7,5 °C en la estación de Prats Gill (Dpto. de Boquerón) en fecha 13 de julio de 2000 .

## Demografía
| POBLACIÓN HISTÓRICA DEL DEPARTAMENTO DE BOQUERÓN             | POBLACIÓN HISTÓRICA DEL DEPARTAMENTO DE BOQUERÓN | POBLACIÓN HISTÓRICA DEL DEPARTAMENTO DE BOQUERÓN | POBLACIÓN HISTÓRICA DEL DEPARTAMENTO DE BOQUERÓN | POBLACIÓN HISTÓRICA DEL DEPARTAMENTO DE BOQUERÓN |
| N.º                                                          | Año                                              | Habitantes                                       | Crecimiento Intercensal                          | Estimaciones o Censo de población                |
| ------------------------------------------------------------ | ------------------------------------------------ | ------------------------------------------------ | ------------------------------------------------ | ------------------------------------------------ |
| SIGLO XX                                                     |                                                  |                                                  |                                                  |                                                  |
| 1.º                                                          | 1950                                             | 28 082                                           | Sin cambios                                      | Censo paraguayo de 1950                          |
| 2.º                                                          | 1962                                             | 40 405                                           | + 43,8 %                                         | Censo paraguayo de 1962                          |
| 3.º                                                          | 1972                                             | 26 190                                           | - 35,1 %                                         | Censo paraguayo de 1972                          |
| 4.º                                                          | 1982                                             | 14 790                                           | - 43,5 %                                         | Censo paraguayo de 1982                          |
| 5.º                                                          | 1992                                             | 29 060                                           | + 96,4 %                                         | Censo paraguayo de 1992                          |
| SIGLO XXI                                                    |                                                  |                                                  |                                                  |                                                  |
| 6.º                                                          | 2002                                             | 41 106                                           | + 41,4 %                                         | Censo paraguayo de 2002                          |
| 7.º                                                          | 2012                                             | 56 440                                           | + 37,3 %                                         | Censo paraguayo de 2012                          |
| 8.º                                                          | 2022                                             | 71 078                                           | + 21,5 %                                         | Censo paraguayo de 2022                          |
| Fuente: Instituto Nacional de Estadística del Paraguay (INE) |                                                  |                                                  |                                                  |                                                  |

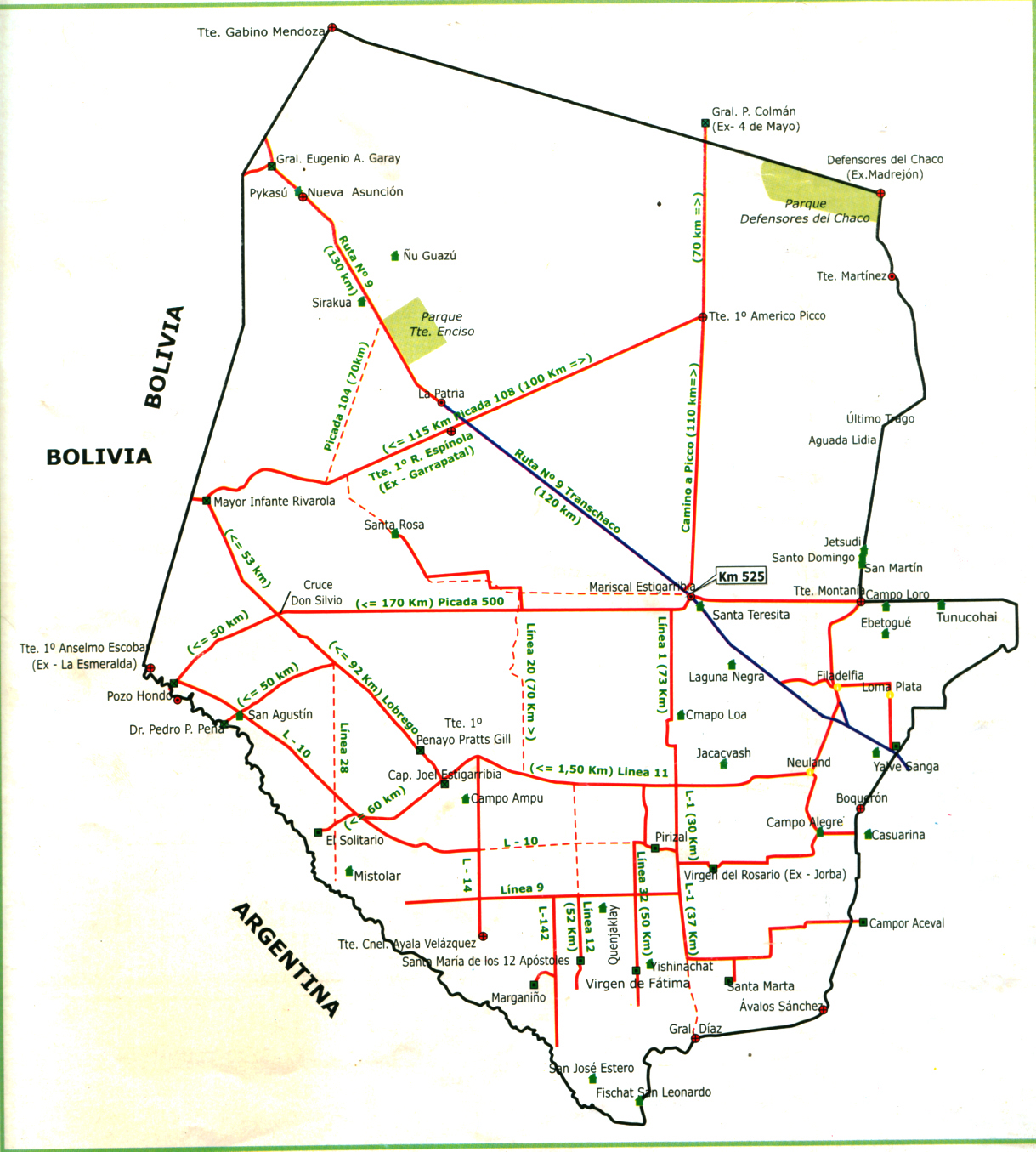

Evolución histórica de la población 
del Departamento de Boquerón según 
 los censos paraguayos (1950-2022)
Fuente: Instituto Nacional de Estadística del Paraguay (INE)
Boquerón es el departamento con mayor crecimiento poblacional. Su composición étnica está compuesta por indígenas, grupos menonitas (de origen alemán), paraguayos étnicos, criollos, brasileños y estancieros extranjeros.
La gran mayoría de habitantes son indígenas, alrededor del 43,7% (23.645) personas distribuidas entre las etnias nivaclé, manjui, guarayos, angaité, ayoreos, guaraní-ñandéva , tapieté, y toba-maskóy. La mayor cantidad de nativos del país se encuentran en esta zona.

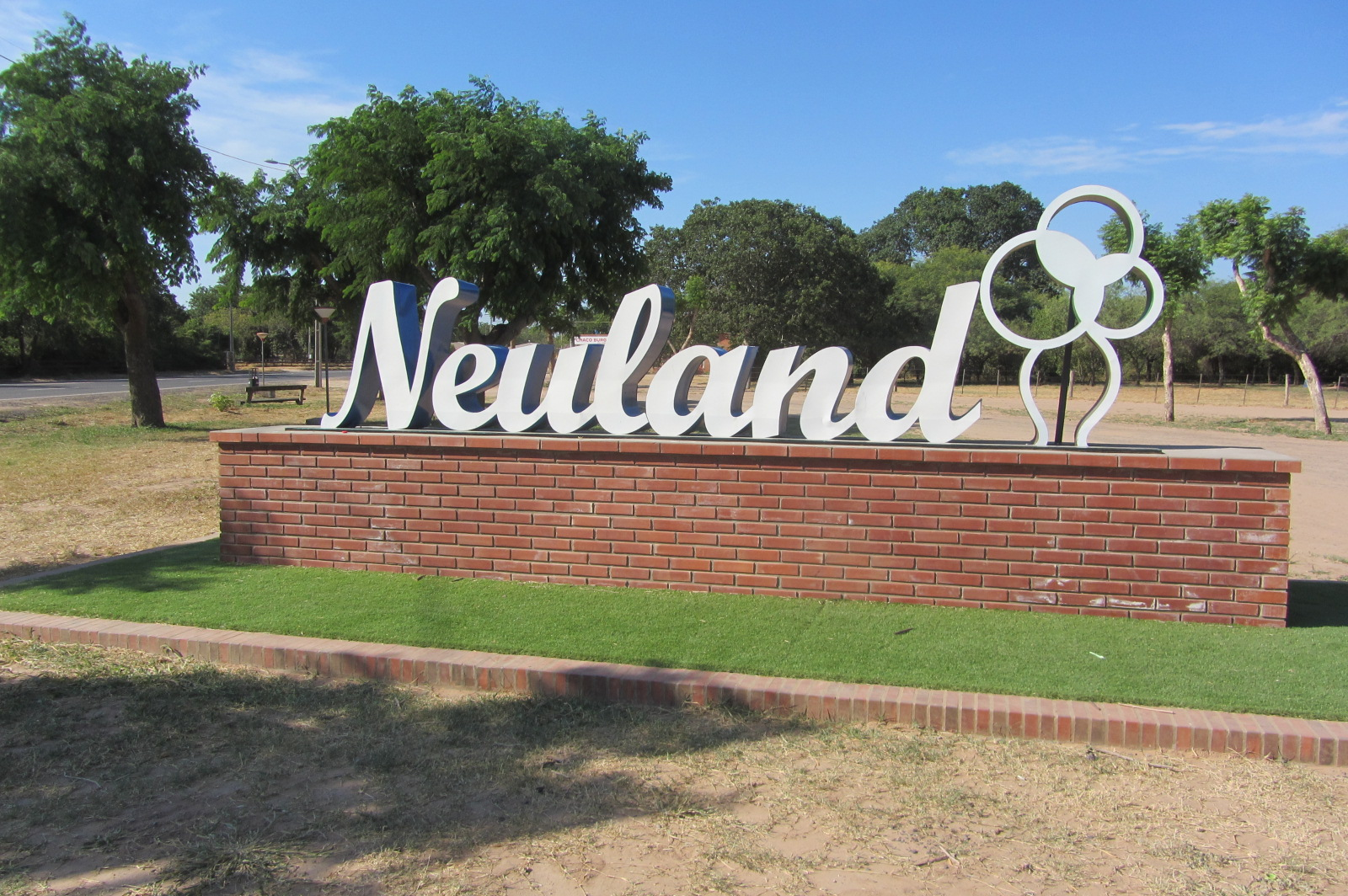
Acceso a Neuland (departamento de Boquerón).

## División administrativa
El departamento está dividido en 4 distritos:

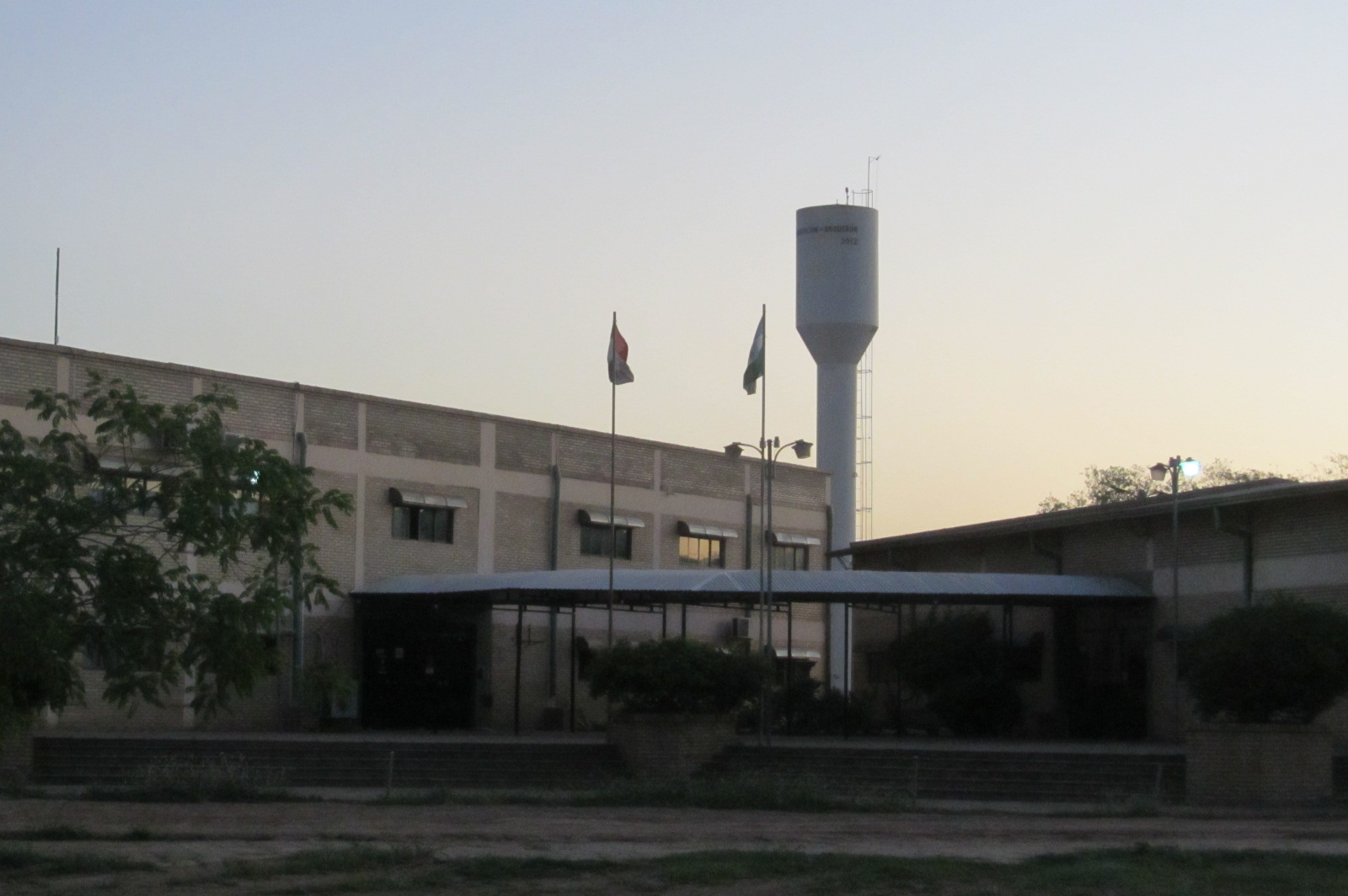
Edificio de la Gobernación de Boquerón (Filadelfia).

| N.º | Distritos                        | Superficie (km²) | Población (censo de 2022) |
| --- | -------------------------------- | ---------------- | ------------------------- |
| 1   | Boquerón (Neuland)               | 23 832           | 16 764                    |
| 2   | Filadelfia                       | 13 879           | 20 595                    |
| 3   | Loma Plata                       | 1 787            | 20 545                    |
| 4   | Mariscal José Félix Estigarribia | 52 171           | 13 174                    |
|     | Boquerón                         | 91 669           | 71 078                    |

## Municipios y gobierno departamental
Boquerón tenía un solo municipio, desde el 18 de diciembre de 1944. Y a partir de diciembre del año 2006, se sumaron Filadelfia que fue declarada Capital Departamental por Ley 71/92 y Loma Plata como municipio.
Boquerón cuenta actualmente con 5 gobernantes ejecutivos y 45 concejales departamentales y municipales. En el día 16 de enero de 2021, oficializó la creación de nuevo municipio: Boquerón, cuya cabecera distrital es Neuland.
El gobernador saliente es el Dr. Darío Medina, de la Asociación Nacional Republicana (ANR-Cartista), y el gobernador actual es el Sr. Harold Bergen Toews (ANR-Cartista). Anteriores gobernadores fueron: Sr. Cornelius Sawatzky (ANR, Actual Alianza), Orlando Penner (Alianza Democrática, Actual ANR), Sr. David Sawatzky Funk (ANR), Prof. Walter Stöckl Nopper (Alianza Departamental Boquerón) y Sr. Edwin Pauls Friesen (ANR).
El intendente actual de Mariscal Estigarribia es el Sr. Elmer Vogt,
el de Filadelfia Lic. Claudelino Rodas, y el de Loma Plata Sr. Ernst Giesbrecht.
La gobernación administra dos colegios departamentales, una escuela agrícola, un hospital departamental y la Dirección de Recursos Hidrícos (DRH), perteneciente al Ministerio de Agricultura y Ganadería.
Así mismo el gobierno Departamental tiene una secretaría administratíva, de Educación y de Salud. Cuenta con una Secretaría del Medio Ambiente, Asuntos Indígenas, de Desarrollo, Obras Públicas, de la Mujer, de la Niñez y de la Juventud.

## Educación

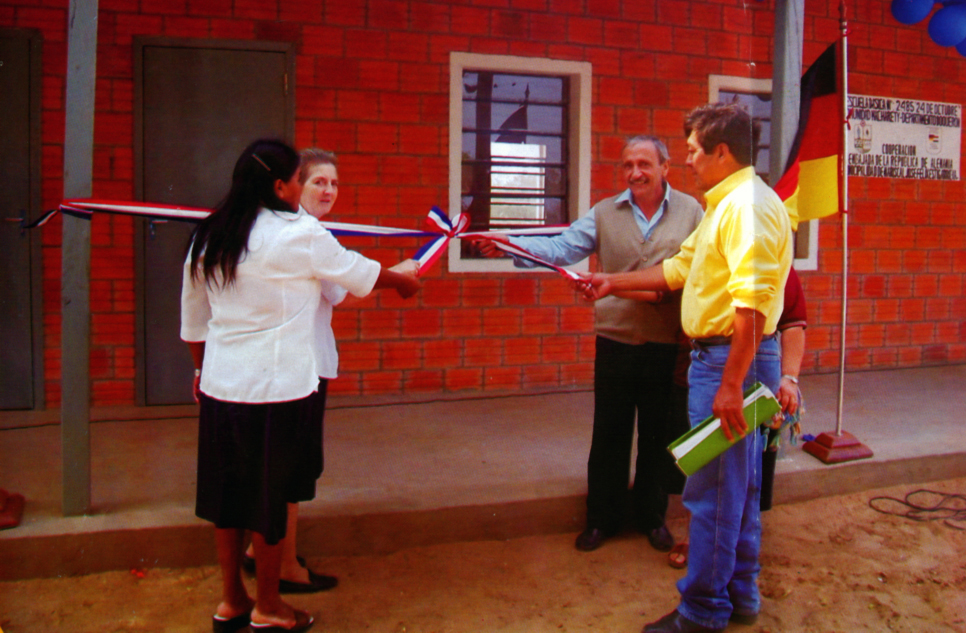
La entrega de una escuela germano-paraguaya.

Este departamento cuenta con 160 instituciones educativas con 9000 alumnos y más de 450 docentes. Entre estas instituciones están las privadas y las que adiestran a los alumnos a la formación profesional. La alfabetización llega al 80 % según el censo 2002. El principal problema es la distancia y afecta a los docentes y alumnos el llegar a la escuela y de ahí se llega a la deserción. Hay zonas marginales donde faltan docentes a pesar de que tienen normas curriculares muy bien elaboradas de acuerdo a la necesidad y exigencia de la Región Occidental. La docencia es una fuente de ingreso familiar y aún necesitan docentes que deben alfabetizar a los habitantes del lugar.
El promedio del nivel educativo poblacional es de 3,8 grados aprobados de primaria y total de estudiantes matriculados 8,932 en los niveles primario y secundario.
Los estudiantes matriculados de nivel primario 6.689. Nivel secundario: 2.243.
Los niños de asistencia actual en las escuelas a partir de 7 años y más edad 9.168. Total de escuelas primaria y secundaria 103. Número de cargos docentes en primaria registradas 384. Población alfabeta de 15 años y más edad: 21.482.

## Salud
Este departamento tiene cuatro hospitales privados y esta la XVI Región Sanitaria asistida por el Ministerio de Salud Pública y Bienestar Social como hospital regional en Mariscal Estigarribia y la Gobernación asiste al Centro Materno Infantil en la Villa Choferes del Chaco. Más de la mitad de la población departamental es asistida en Filadelfia, Loma Plata, Yalve Sanga, y Colonia Neuland.
La salud de los indígenas reciben una ayuda mutual hospitalaria del sector privado.
También entre ellos hay indígenas que cuentan con un seguro de IPS y otros ningún tipo de asistencia social. En este departamento existen 23 centros de salud y 8,8 número de camas por cada uno de los 10 000 habitantes del lugar.
Los menonitas tienen seguro médico privado y están muy bien organizados en este sector. El sistema salud es una necesidad básica y es la que da más necesita asistencia, porque el 22% de los lugareños viven en extrema pobreza.

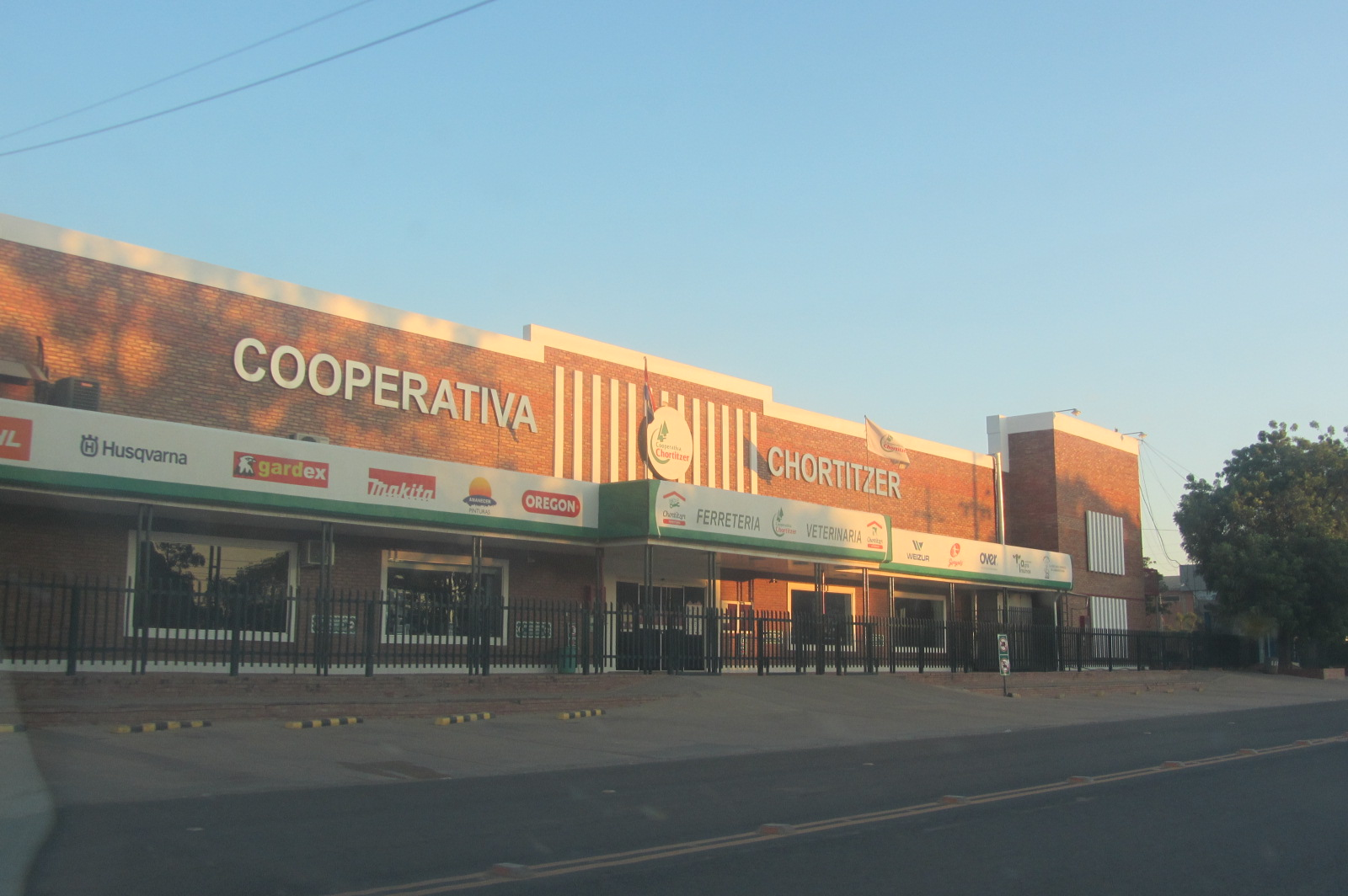
Sede de la Cooperativa Chortitzer (Loma Plata).

## Economía
La actividad ganadera es la que da mayor ingreso en el sistema económico, a través de lácteos, carne (Coop-Trebol) que son exportados al extranjero. Existen 4500 propietarios y 900.000 vacunos. La producción láctea diaria oscila de 450.000 a 500.000 litros de leche al día, siendo el 70% industrializada en Chaco Central.
Se destaca el trabajo de talabartería y zapatería. La producción agrícola de banano, limón, naranja dulce y mandarina. También cultivos temporales en toneladas como arveja, batata, cebolla de cabeza, zapallo, habilla, maíz, maní con cáscara, poroto, sorgo y tártago.

## Vías y medios de comunicación

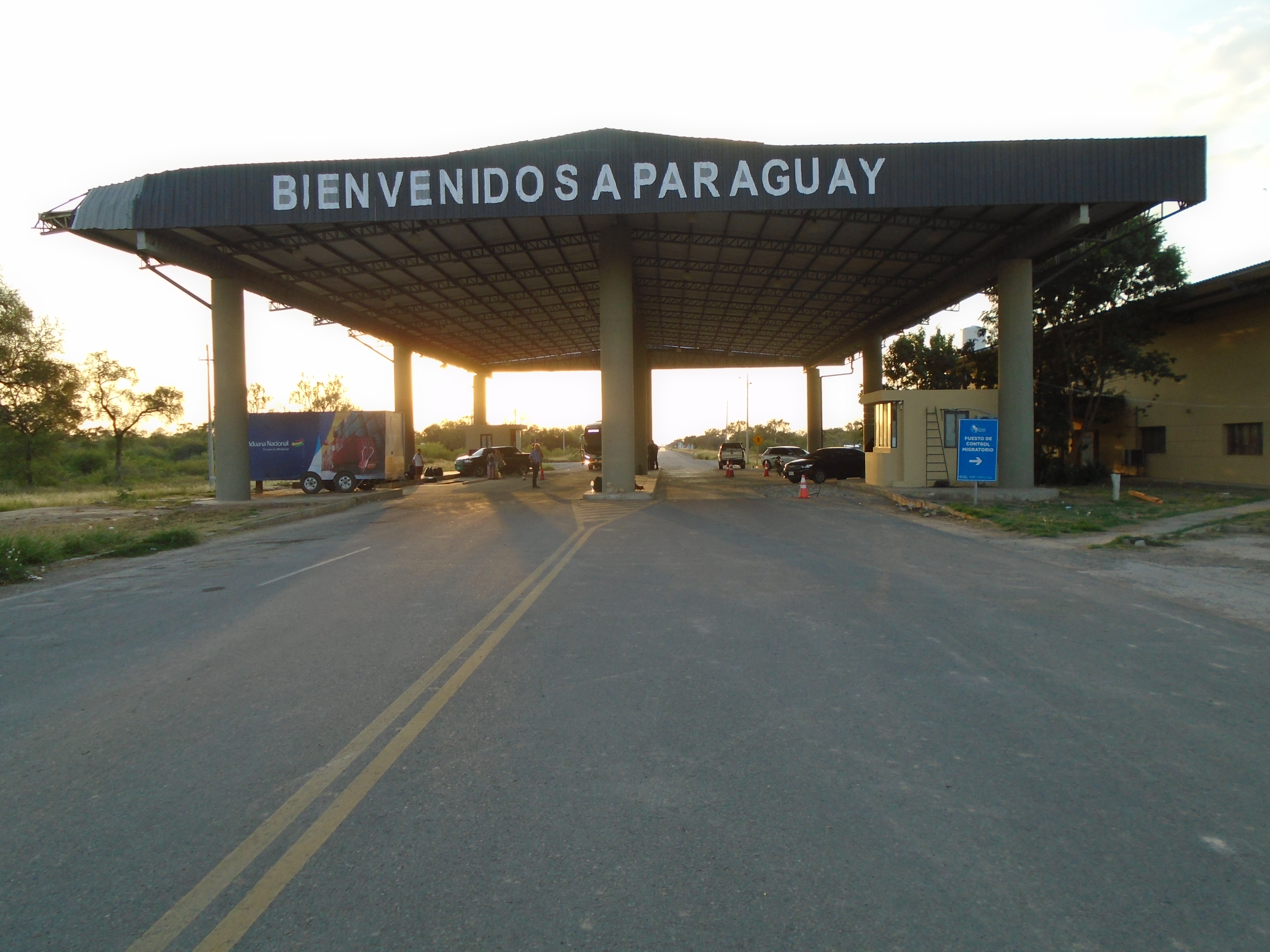
Paso fronterizo Mayor Infante Rivarola (Paraguay) - Cañada Oruro (Bolivia), en el final de la Ruta Nacional PY09 "Trans-Chaco".

El departamento de Boquerón cuenta con 120 km de camino asfaltado y aún mantienen camino de tierra que en tiempos de lluvia y sequía dificulta el traslado para quienes desean transitar.
Llegar a esta zona tiene sus problemas, porque las personas que viajan a este departamento, deben prever aspectos logísticos como agua potable, alimentos no perecederos y abundante combustible en caso de poseer vehículos y un botiquín de urgencia.
Se destaca la labor de los menonitas, porque mantienen los caminos que utilizan con sus propios recursos más o menos 3.800 km, cada año y conocen muy bien la región.
El distrito de Mariscal Estigarribia posee una pista de aterrizaje que es utilizada por aviones de todo tipo.
- Aeródromo Infante Rivarola.

En algunos distritos la máxima tecnología ya la poseen y es común en el Chaco Central la televisión, internet, la telefonía estatal y los celulares del sector privado.
Sin embargo hay lugares que es imposible la comunicación y también se encuentran los indígenas selvícolas del grupo de los ayoreos que aún viven en el monte y los que pudieron salir de su hábitat no han podido hasta hoy día adaptarse al modo de vida occidental.
La radios cumplen un papel fundamental como medio de comunicación, La Voz del Chaco Paraguayo transmite en amplitud modulada (AM), para toda la Región Occidental y es muy escuchada por dar información y llega a lugares donde la comunicación es dificultosa para los moradores.
- Radio Médano transmite en frecuencia modulada(FM).

Existen dos radios comunitarias: la primera en Mariscal Estigarribia y la segunda en el distrito Dr. Pedro P. Peña.
También cuenta con radios comunitarias como Radio Boquerón Fm muy escuchada en Filadelfia.

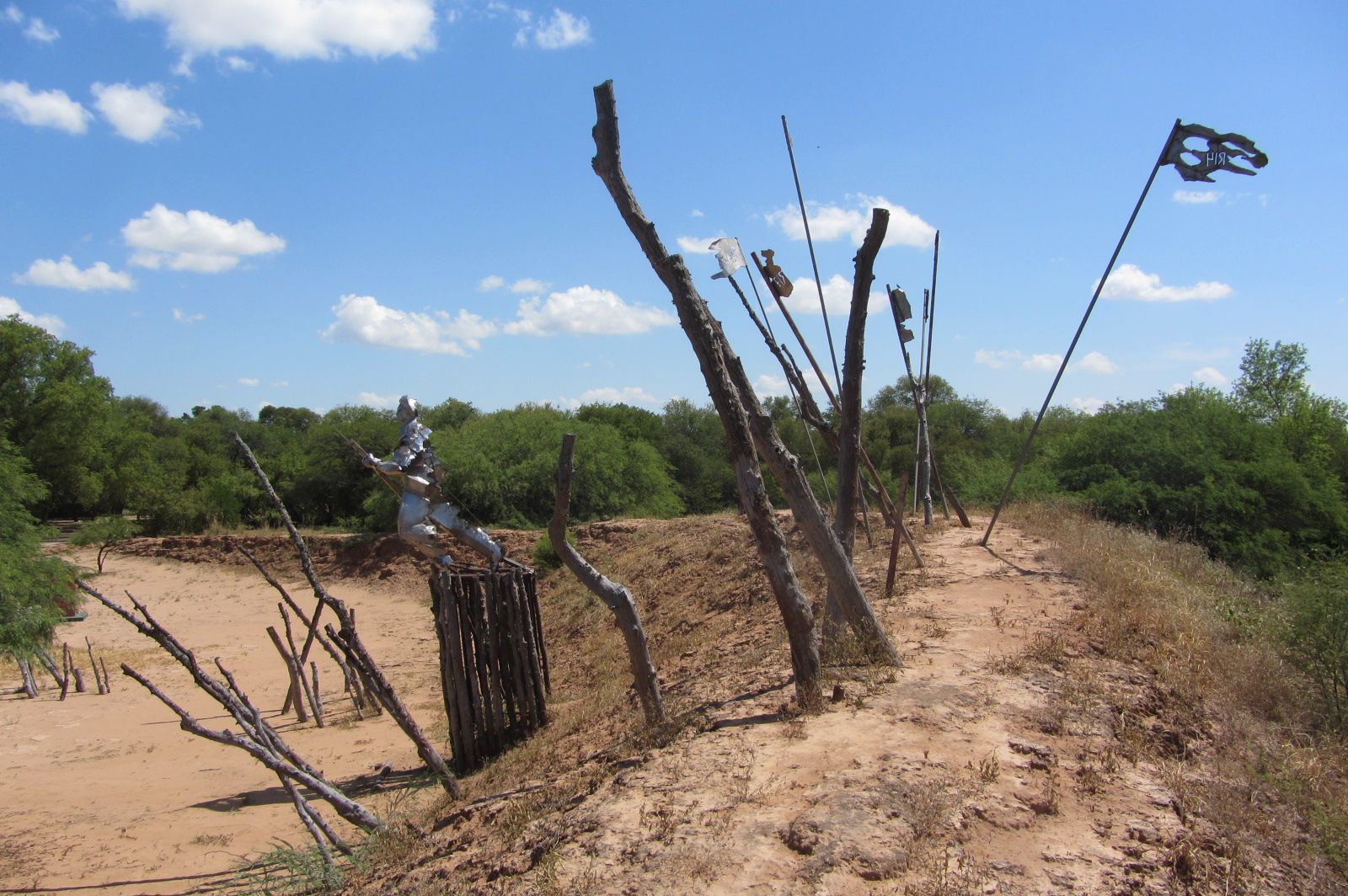
Monumento referido a la guerra del Chaco (Fortín Boquerón).

## Turismo
El turismo rural y ecológico es muy difundido en la zona del Chaco Central donde se puede observar la vida y la adaptación de colonos-inmigrantes en este lugar.
Son muy visitadas por los turistas y estudiantes las aldeas, los asentamientos y las colonias que se dedican a la actividad industrial y agropecuaria. Las visitas quedan en gran parte muy sorprendidas por la experiencia vivida en sus días de estadía.
- Los fortines Boquerón, Toledo, Isla Po’í son muy visitados, en estos lugares quedan las huellas de la guerra del Chaco, que forma parte de la historia del Paraguay.

## Símbolo departamental
Boquerón cuenta con escudo y bandera propia, la música Chaco Boreal, que había sido declarada como Himno Departamental.
Estos símbolos fueron presentados el 29 de septiembre de 1995 en Fortín Toledo, estando presentes en el lugar 200 estudiantes de la zona.